# فلیتکور
فلیتکور (انگلیسی: Fleetcor) شرکت خدمات مالی آمریکایی است، که در سال ۲۰۰۰ تأسیس شد.